# 公務員試験協会
株式会社公務員試験協会（こうむいんしけんきょうかい）は、公務員試験に関する通信教育や出版などの事業を行う日本の企業。1973年11月1日登記。

## 主な事業
- 公務員試験対策の通信教育講座・ビデオ講座・模擬試験・大学での学内講座の運営・実施。
- 公務員試験用の参考書の出版。（年度ごとに発行する『○○のすべて』シリーズが有名）

## 所在地
- 101-0061 東京都千代田区神田三崎町2-20-7